# Constant Ragot-Blondeau
Pour les articles homonymes, voir Ragot et Blondeau.
Constant Ragot-Blondeau, né le 2 décembre 1838 à Saint-Aignan (Loir-et-Cher) et mort le 20 janvier 1922 à Saint-Aignan), est un homme politique français. 

## Biographie
Négociant et viticulteur, il est conseiller d'arrondissement et maire de Saint-Aignan. Il est député de Loir-et-Cher de 1893 à 1906, et questeur de la Chambre de 1902 à 1906.